# Mittelbau-Dora

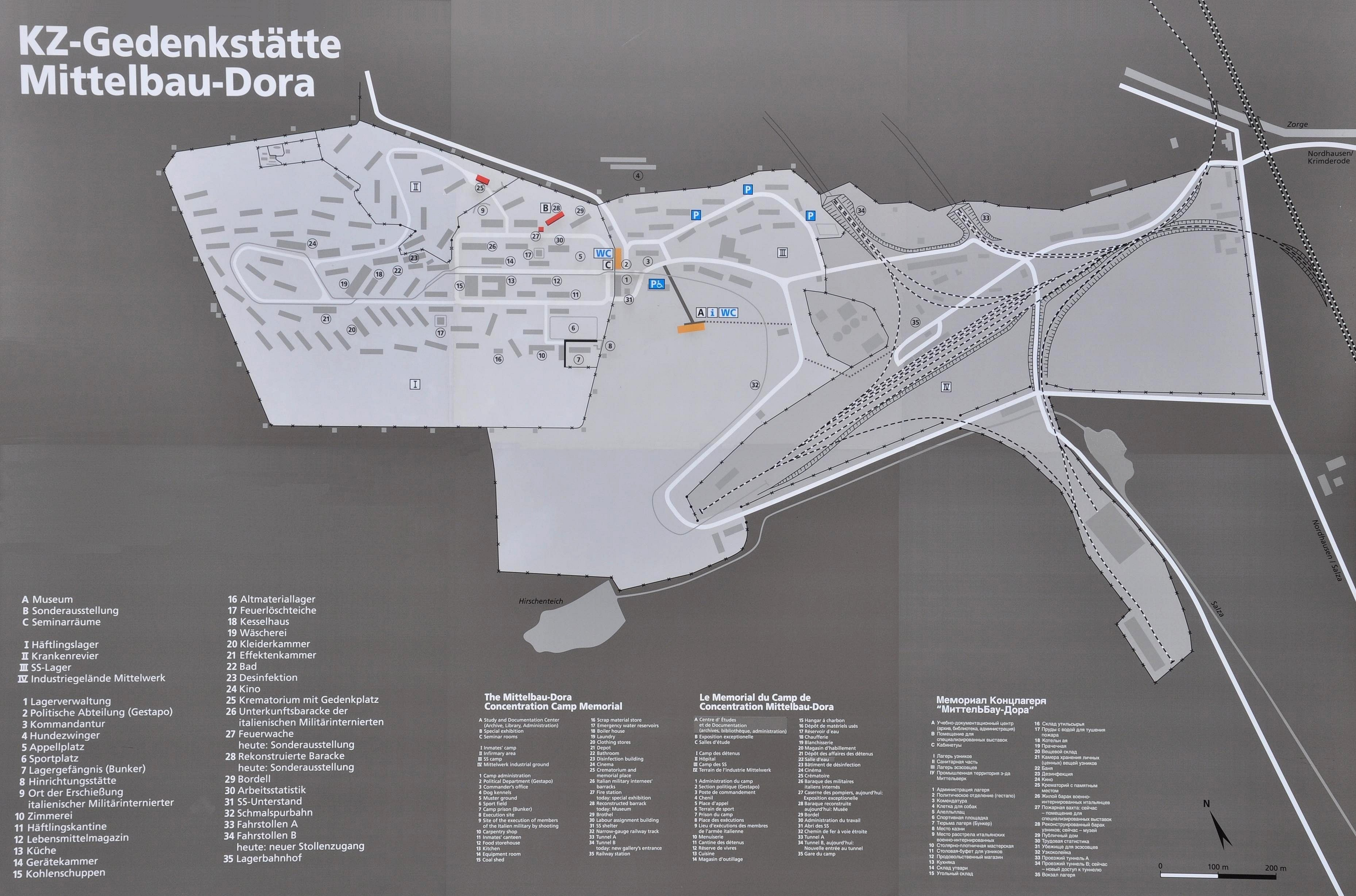
Mapa obozu

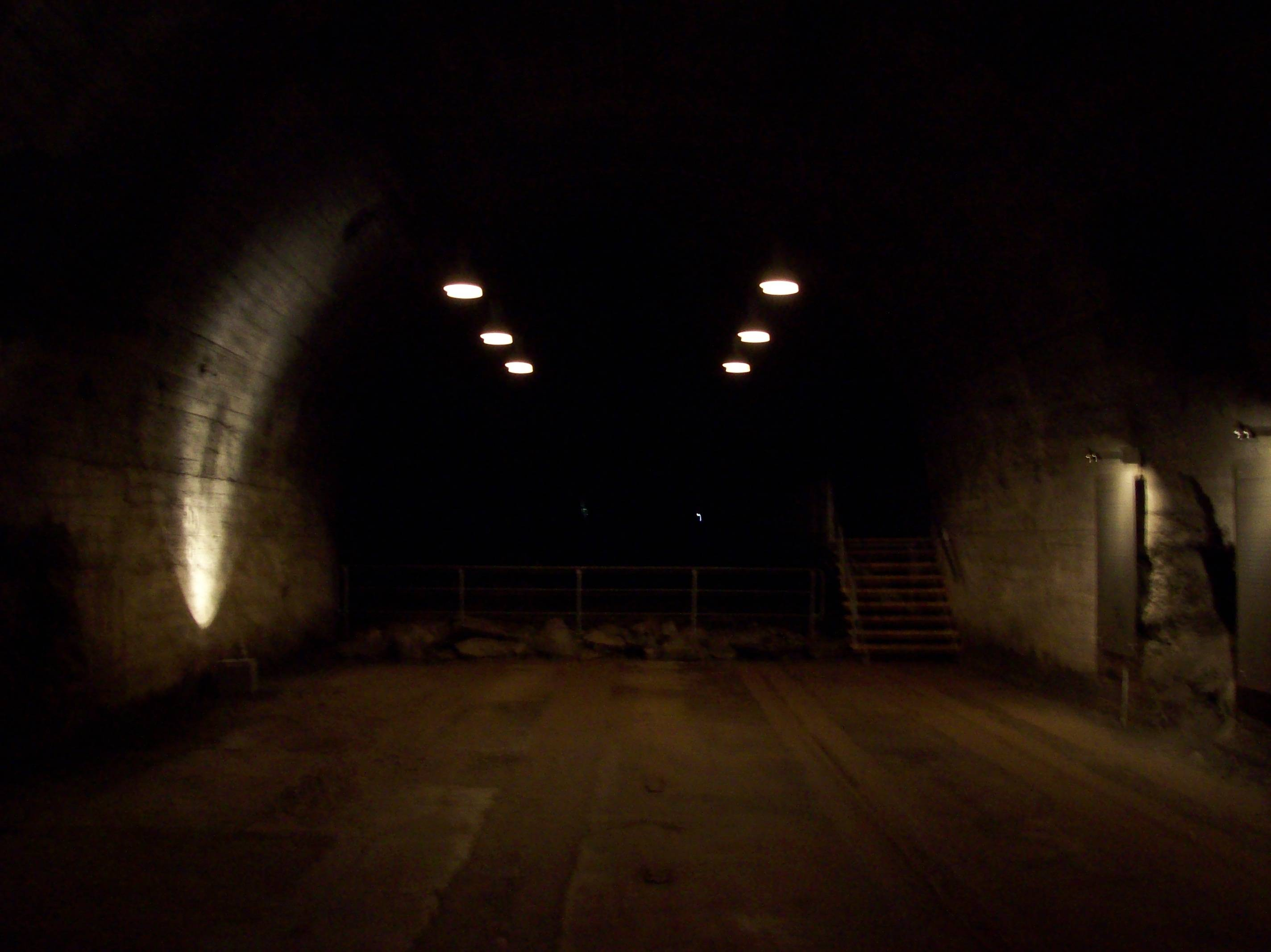
W sztolni obozu

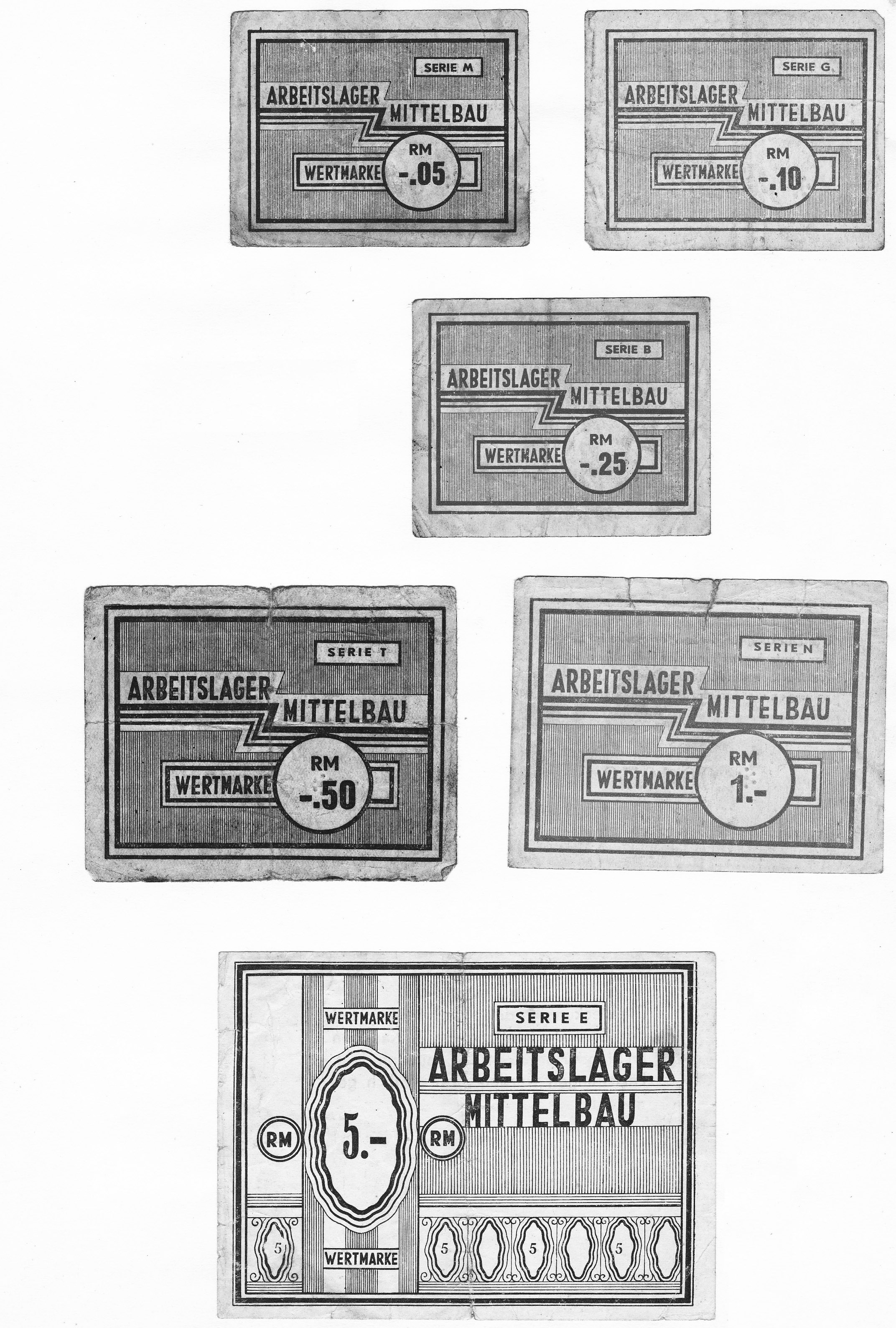
Pieniądze na obozy

Mittelbau-Dora, Arbeitslager Dora, Konzentrationslager Mittelbau-Dora – niemiecki obóz koncentracyjny, założony w pobliżu Nordhausen (Turyngia, Niemcy). Obóz funkcjonował od sierpnia 1943 do końca II wojny światowej, został założony w celu dostarczenia niewolniczej siły roboczej dla pobliskiej podziemnej fabryki zbrojeniowej Mittelwerk.

## Historia obozu
Założenie obozu wiąże się bezpośrednio ze zbombardowaniem przez lotnictwo brytyjskie fabryki rakiet wojskowych w Peenemünde na wyspie Uznam. Bombardowanie miało miejsce w nocy z 17 na 18 sierpnia („Operacja Hydra”) 1943 i wywołało wystarczający lęk w dowództwie niemieckim, by już dziesięć dni później rozpocząć prace adaptacyjne w kompleksie podziemnych sztolni Wirtschaftliche Forschungsgesellschaft mbH (WiFo) w okolicach góry Kohnstein koło miasta Nordhausen. Sprowadzono na miejsce więźniów z Buchenwaldu i rozpoczęto prace w największej tajemnicy. Więźniowie, którzy trafiali do Dora mieli w założeniu pozostać tam do śmierci. 30 września 1944 rozkazem D I/1 Az: 14 a 12 u Geheim tgb 1231/44 obóz z dniem 1 października stał się obozem autonomicznym, wraz z około 30 podobozami i komandami zewnętrznymi pracującymi w okolicach, pod zarządem SS-Sturmbannführera Otto Förschnera.
Sam obóz był również (zwłaszcza na początku) umieszczony pod ziemią. Baraki były umiejscowione w galeriach podziemnych. W styczniu 1944 prace były na tyle zaawansowane, że było możliwe rozpoczęcie prac nad konstrukcją rakiet. Wówczas wymieniono wszystkich więźniów przemęczonych i wyczerpanych na nowych, pozostałych kierując do okolicznych podobozów, które pracowały nad konstrukcją innych podziemnych fabryk niemieckich.
Niemcy planowali przeniesienie pod ziemię dużej części swych fabryk zbrojeniowych. Wiele firm przeprowadzało się specjalnie w pobliże Nordhausen. Pod koniec 1944 transporty ewakuacyjne (marsze śmierci) z Auschwitz-Birkenau i innych obozów dotarły do Mittelbau-Dora. Jednak byli to więźniowie zbyt wyczerpani, by pracować w tych fatalnych warunkach: ginęli bardzo szybko z przemęczenia. W kwietniu 1945 obóz był ewakuowany, pociągami i piechotą. W ten sposób większość obozu głównego i podobozów została zupełnie opróżniona z więźniów.

## Więźniowie i ofiary
Praca więźniów była bardzo trudna, prawie nieustannie wykonywana pod ziemią, w skrajnym terrorze i przy zdecydowanym niedożywieniu. Umieralność była rekordowa, zwłaszcza w ostatnim okresie funkcjonowania kompleksu. Około 60 tysięcy więźniów przeszło przez Mittelbau-Dora, część z nich została później skierowana do innych obozów. Liczbę ofiar szacuje się na ponad 20 tysięcy, wśród których około 10 tysięcy zginęło podczas ewakuacji (marsze śmierci) a 1200 jako ofiary bombardowań alianckich. Wśród więźniów, w porównaniu z innymi obozami, dość wysoki odsetek stanowili Francuzi.

## Dzieje powojenne
Bezpośrednio po II wojnie światowej teren obozu służył aliantom jako miejsce obozu dla tak zwanych dipisów (od angielskiego displaced persons) – osób przemieszczonych, ofiar nazizmu oczekujących na powrót do swych miejsc zamieszkania. Najlepsi niemieccy eksperci konstrukcji rakietowych zostali przechwyceni przez Amerykanów i wywiezieni do Stanów Zjednoczonych, gdzie prowadzili dalsze badania na potrzeby USA. Po wojnie zabudowania obozowe zostały zniszczone. W 1966 powstało pierwsze muzeum w dawnym budynku krematorium. Po 1989 muzeum powiększyło swój stan posiadania, zmieniono wystawy, a podziemne galerie udostępniono zwiedzającym.